# フェリックス・ペレス (野球)
フェリックス・ペレス・カルドーソ（Felix Perez Cardoso、1984年11月14日 - ）は、キューバ・ハバナ州出身のプロ野球選手（外野手）。左投左打。メキシカンリーグのティフアナ・ブルズ所属。
東北楽天ゴールデンイーグルスでは初めてのキューバ出身選手であった。

## 経歴

### キューバ時代
エスクエラ・デ・デポルテ高等学校を卒業後の2005年から2008年まで、国内野球リーグのセリエ・ナシオナル・デ・ベイスボルでプレー。トロンヘロス・デ・イスラ・デ・ラ・フベントゥ（IJV）の一員として主に外野を守っていたが、投手や一塁手として試合に出場したこともあった。

### レッズ傘下時代
2008年4月にキューバから亡命した後に、2010年にシンシナティ・レッズとマイナー契約を締結。2014年までは、傘下球団のリンチバーグ・ヒルキャッツ、カロライナ・マドキャッツ、ルイビル・バッツに所属していた。マイナーリーグの公式戦では、通算516試合の出場で、32本塁打、227打点、打率.276を記録した。メジャーリーグ公式戦への出場機会はなかった。

### メキシカンリーグ時代
2015年から2016年の途中まで、メキシカンリーグのモンテレイ・サルタンズに所属。2シーズン通算でリーグ戦158試合に出場し、34本塁打、123打点、打率.313という成績を残した。

### 楽天時代
2016年7月3日に来日すると、NPB・東北楽天ゴールデンイーグルスの二軍で調整。7月11日には、同球団がペレスとの単年契約に合意したことを正式に発表した。背番号は98で、推定年俸は1,500万円。
発表翌日の7月12日には、支配下登録・入団記者会見・出場選手登録を経て、対埼玉西武ライオンズ戦（西武プリンスドーム）に「3番・左翼手」として先発出場。1回表1死1塁で迎えた来日初打席で、フェリペ・ポーリーノが投じた3球目に、来日初スイングで来日初本塁打を放った。NPBの一軍公式戦で初打席に初本塁打を放った選手は史上58人目（パシフィック・リーグでは28人目）だが、楽天の選手では初めて。さらに、翌7月13日の同カードでもソロ本塁打を放ったが、初打席本塁打の試合からの2試合連続本塁打を記録したのはNPB史上8人目のことだった。しかし、次に出場した7月18日の対北海道日本ハムファイターズ戦（札幌ドーム）で4打数無安打に終わったため、連続本塁打記録は2試合で途切れた。9月11日の対日本ハム戦において2番・指名打者で先発出場し、1回裏の第1打席で、この回本塁打を放った先頭打者の岡島豪郎に続き4号本塁打を放った。初回先頭打者から2者連続本塁打は楽天球団史上初のことで、1番が日本人、2番が外国人選手の順で記録したのはプロ野球史上初だった。11月19日、2017年の契約を行ず退団が決まったことが球団から発表された。12月2日、自由契約公示された。

### メキシカンリーグ
2017年3月30日に、来日前に所属していたメキシカンリーグのモンテレイ・サルタンズに復帰した。
2018年3月22日にアグアスカリエンテス・レイルロードメンと契約した。
2018年12月5日にモンテレイ・サルタンズに三たび復帰した。
2021年2月2日にマット・クラーク、オマール・レンテリア、ノーマン・エレネスとの複数トレードで、クリス・ロバーソン、トニー・カンパーナと共にレオン・ブラボーズへ移籍した。
2021年12月19日にミッチ・ライブリーとの交換でティフアナ・ブルズにトレード移籍した。

## 選手としての特徴
- 右足が打席からはみ出しそうなほどの極端なオープンスタンスに加え、タイミングをとるためにバットを頭上で何度も回すという独特の打撃フォーム[11]。マイナーリーグ時代の2012年にこのフォームで打ち始めたところ、飛距離が出て確率も良くなったという[11]。
- 本来はデーゲームで日差し対策のために目の下に貼る黒いシールを、ナイトゲームへ出場する際にも使用している[11]。

## 詳細情報

### 年度別打撃成績
| 年 度    | 球 団    | 試 合 | 打 席 | 打 数 | 得 点 | 安 打 | 二 塁 打 | 三 塁 打 | 本 塁 打 | 塁 打 | 打 点 | 盗 塁 | 盗 塁 死 | 犠 打 | 犠 飛 | 四 球 | 敬 遠 | 死 球 | 三 振 | 併 殺 打 | 打 率 | 出 塁 率 | 長 打 率 | O P S |
| -------- | -------- | ----- | ----- | ----- | ----- | ----- | -------- | -------- | -------- | ----- | ----- | ----- | -------- | ----- | ----- | ----- | ----- | ----- | ----- | -------- | ----- | -------- | -------- | ----- |
| 2016     | 楽天     | 24    | 93    | 88    | 8     | 21    | 2        | 0        | 5        | 38    | 15    | 0     | 0        | 0     | 0     | 5     | 0     | 0     | 29    | 2        | .239  | .280     | .432     | 0.711 |
| NPB：1年 | NPB：1年 | 24    | 93    | 88    | 8     | 21    | 2        | 0        | 5        | 38    | 15    | 0     | 0        | 0     | 0     | 5     | 0     | 0     | 29    | 2        | .239  | .280     | .432     | 0.711 |

- 2019年度シーズン終了時

### 年度別守備成績
| 年 度 | 球 団 | 外野  | 外野  | 外野  | 外野  | 外野  | 外野     |
| 年 度 | 球 団 | 試 合 | 刺 殺 | 補 殺 | 失 策 | 併 殺 | 守 備 率 |
| ----- | ----- | ----- | ----- | ----- | ----- | ----- | -------- |
| 2016  | 楽天  | 14    | 25    | 0     | 0     | 0     | 1.000    |
| 通算  | 通算  | 14    | 25    | 0     | 0     | 0     | 1.000    |

- 2019年度シーズン終了時

### 記録
NPB
- 初出場・初先発出場：2016年7月12日、対埼玉西武ライオンズ16回戦（西武プリンスドーム）、3番・左翼手で先発出場
- 初打席・初安打・初本塁打・初打点：同上、1回表にフェリペ・ポーリーノから左中間越2ラン ※史上58人目（パ・リーグでは28人目）、楽天の選手では初の初打席本塁打
- 初回先頭打者から2者連続本塁打：2016年9月11日、対北海道日本ハムファイターズ22回戦（Koboスタジアム宮城）、2番打者として、1番打者・岡島豪郎と記録 ※2者連続以上は史上39度目（パ・リーグでは20度目）、楽天では初（プロ野球記録は3者連続）[20]

### 背番号
- 98 （2016年7月12日 - 同年終了）
- 18 （2018年）
- 34 （2019年 - 2021年）
- 36 （2022年 - ）